# Sebastião Machado Rezende
Sebastião Machado Rezende (Rondonópolis), é um político brasileiro, filiado ao UNIÃO, e pastor pela Igreja Evangélica Assembleia de Deus. Nas eleições de 2022, foi eleito deputado estadual pelo MT pelo sexto mandato consecutivo com mais de 36 mil votos.